# Кюті (Ярва)
Кю́ті (ест. Küti küla) — село в Естонії, у волості Ярва повіту Ярвамаа.

## Населення
Чисельність населення на 31 грудня 2011 року становила 6 осіб.

## Географія
Через населений пункт проходить автошлях 15153 (Пеетрі — Ярва-Яані).

## Історія
З 10 жовтня 1991 до 21 жовтня 2017 року село входило до складу волості Кареда.